# Верхняя Чулымка
Верхняя Чулымка — деревня в Назаровском районе Красноярского края России. Входит в состав Дороховского сельсовета.

## География
Деревня расположена в 20 км к западу от райцентра Назарово.

## Население
| 2010 |
| ---- |
| 71   |

Гендерный состав
По данным Всероссийской переписи населения 2010 года 39 мужчин и 32 женщины из 71 чел.